# میدلتون، جزیره کامبریا ا
میدلتون (به انگلیسی: Middleton) یک روستا و محله مدنی در بریتانیا است که در South Lakeland واقع شده‌است.